# Bledule letní
Bledule letní (Leucojum aestivum) je druh jednoděložné rostliny z čeledi amarylkovité (Amaryllidaceae).

## Popis
Jedná se o asi 30–60 cm vysokou vytrvalou rostlinu s podzemní cibulí, která má asi 2,5–4 cm v průměru, lodyha je zploštělá a úzce křídlatá. Listy jsou jen přízemní, čepele jsou čárkovité, asi 30–60 cm dlouhé a asi 0,7–2 cm široké, se souběžnou žilnatinou. Květy jsou na převislých stopkách, vyrůstají z paždí toulce. Květů je nejčastěji 3–7, ve zdánlivém okolíku. Okvětních lístků je 6, jsou víceméně stejně dlouhé, volné, asi 1–1,5 cm dlouhé. Jsou bílé barvy, pod špičkou mají žlutou až zelenou skvrnu. Tyčinek je 6, gyneceum je srostlé ze 3 plodolistů, semeník je spodní. Plodem je třípouzdrá kulovitá tobolka, semeno je černé a bez masíčka. Kvete o něco později než bledule jarní, nejčastěji v květnu.

## Rozšíření ve světě
Jedná se o evropský druh s přesahem do JZ Asie. Roste hlavně v jižní a jihovýchodní Evropě s přesahem do Evropy střední. Byla člověkem zavlečena do Severní Ameriky, kde místy zdomácněla. Kromě nominátní subspecie Leucojum aestivum L. subsp. aestivum je rozlišována ještě Leucojum aestivum L. subsp. pulchellum (Salisb.) Briq., která se vyskytuje ve Středomoří.

## Rozšíření v Česku
V České republice se přirozeně vyskytuje pouze na jižní Moravě, především v nivách dolní Moravy a dolní Dyje. Jinde chybí nebo zde byla jen výjimečně vysazena, sporné jsou lokality na střední Moravě v nivě Bečvy. Nejčastěji roste v měkkých luzích as. Salicetum albae, ve vlhčích tvrdých luzích as. Fraxino pannonicae-Ulmetum v okolí mokřadů a v porostech vysokých ostřic. Je to kriticky ohrožený druh flóry ČR, kategorie C1.

## Pěstování
Pěstuje se v záhonech, jako skalnička ve skalkách, v přírodně krajinářských parcích vhodná rozvolněně ve větších skupinách jednoho druhu.
Dobře snese slunečné i polostinné polohy, preferuje živné vlhké propustné hlinité půdy. Množení semeny, cibulemi. Vhodná pro pěstování na jednom stanovišti bez přesazování.